# Welcome to England
Welcome to England è un brano musicale della cantautrice e musicista statunitense Tori Amos, distribuito come primo singolo del suo decimo album Abnormally Attracted to Sin. La canzone è stata eseguita la prima volta allo show di Craig Ferguson con la sua band e due pianoforti.
La Amos ha spiegato alla rivista Drowned in Sound che la canzone racconta la storia di "una donna che lascia la sua vita, la sua famiglia e il suo lavoro per inseguire il suo amore, per inseguire il suo cuore." Più precisamente racconta la storia di una donna americana che lascia tutto per trasferirsi in Inghilterra dove vive l'uomo che ama (cosa che ha fatto l'artista nel 1997).

## Tracce
Come alcuni dei suoi più recenti singoli, è stato distribuito su iTunes e accompagnato da un singolo promozionale contenente una sola traccia.
Singolo promozionale
1. Welcome to England – 4:08